# Democracy Now!
Democracy Now! é um programa de notícias americano de TV, rádio e Internet apresentado pelos jornalistas Amy Goodman (que também atua como produtora executiva do programa), Juan González e Nermeen Shaikh. O programa, que vai ao ar todos os dias da semana às oito da manhã, horário do leste, é transmitido pela Internet e por mais de 1.400 estações de rádio e televisão em todo o mundo.
O programa combina reportagens, entrevistas, jornalismo investigativo e comentários políticos, com foco no ativismo pela paz ligado à justiça ambiental e à justiça social a partir de uma perspectiva progressista. Ele documenta movimentos sociais, lutas por justiça, ativismo desafiando o poder corporativo e opera como um cão de guarda em relação aos efeitos da política externa americana. Democracy Now! vê como objetivo dar aos ativistas e aos cidadãos uma plataforma para debater sobre o "establishment". O show é descrito como progressivo por fãs e críticos, mas Goodman rejeita esse rótulo, chamando o programa de um noticiário global que tem "pessoas falando por si mesmas". Democracy Now! descreve sua equipe como "incluindo alguns dos principais jornalistas progressistas deste país."
Democracy Now Productions, a organização de mídia independente sem fins lucrativos que produz o Democracy Now!, é inteiramente financiado por contribuições de ouvintes, telespectadores, e fundações como a Fundação Park, Fundação Ford, Lannan Foundation, e o Fundo J.M. Kaplan. Possui mais de 36 milhões de dólares em ativos e um orçamento anual de cerca de dez milhões de dólares. Democracy Now! não aceita anunciantes, subscrição corporativa ou financiamento do governo. O programa se tornou popular na internet e, a partir do final da década de 2010, envolveu-se no pioneirismo da ampla cooperação da mídia na esfera pública nos Estados Unidos.

## Contexto

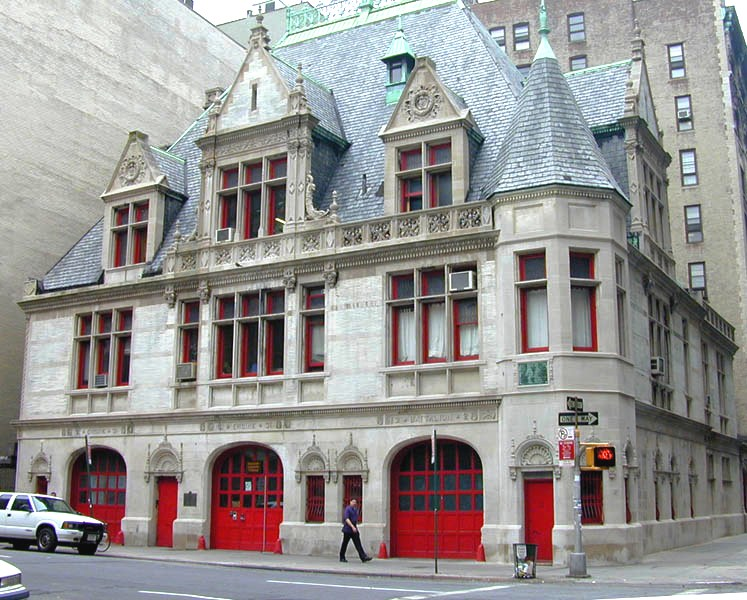
O show foi localizado no prédio do quartel de bombeiros da DCTV (um quartel dos bombeiros convertido) em Chinatown, na cidade de Nova York.

Democracy Now! foi fundada em 19 de fevereiro de 1996 na WBAI em Nova York pelos jornalistas Amy Goodman, Juan Gonzalez, Larry Bensky, Salim Muwakkil e Julie Drizin. Foi ao ar originalmente em cinco estações da Pacifica Radio. Goodman é o principal anfitrião do programa, com Juan Gonzalez e Nermeen Shaikh como co-anfitriões frequentes. Jeremy Scahill, repórter investigativo e editor cofundador do The Intercept, é colaborador frequente desde 1997.
Democracy Now! começou a transmitir na televisão todos os dias da semana, pouco depois de 11 de setembro de 2001, e é a única mídia pública nos EUA que é exibida simultaneamente por satélite e televisão a cabo, rádio e internet.
Em junho de 2002, Democracy Now! se separou da Pacifica Radio e se tornou uma organização sem fins lucrativos independente.
Em 19 de fevereiro de 2016, Democracy Now! marcou 20 anos no ar com uma retrospectiva de uma hora e retrospectiva de "duas décadas de notícias independentes e não incorporadas", com destaques escolhidos entre mais de 5.000 episódios. Amy Goodman também publicou um livro intitulado "Democracy Now!: 20 Years Covering the Movements Changing America" e lançou uma turnê por 100 cidades pelos Estados Unidos para marcar o 20º aniversário do Democracy Now!, com transmissões programadas do programa gravadas durante suas viagens.

### Estúdios
Democracy Now! começou como um programa de rádio transmitido pelos estúdios da WBAI, uma estação de rádio local da Pacifica em Nova Iorque. No início de setembro de 2001, em meio a um debate de meses sobre a missão e gestão da Pacifica, a Democracy Now! foi forçada a sair dos estúdios da WBAI. Goodman levou o programa ao Downtown Community Television Center, localizado em um prédio de bombeiros convertido em Chinatown, em Nova Iorque, onde o programa começou a ser televisionado. Apenas alguns dias depois, em 11 de setembro de 2001, Democracy Now! foi a transmissão nacional mais próxima do Marco Zero. Naquele dia, Goodman e colegas continuaram reportando além do horário programado de uma hora para o que se tornou uma transmissão de maratona de oito horas. Após o 11 de setembro, além do rádio e da televisão, Democracy Now! expandiram seu alcance multimídia para incluir cabo, rádio por satélite, Internet e podcasts.
Em novembro de 2009, a Democracy Now! deixou o estúdio de transmissão no quartel convertido do DCTV, onde transmitiram por oito anos. O estúdio posteriormente se mudou para um prédio de artes gráficas reaproveitado no Distrito de Chelsea, em Manhattan. Em 2010, a nova 8.500 pés quadrados O estúdio da Democracy Now! tornou-se o primeiro estúdio de rádio ou televisão do país a receber a Certificação LEED Platinum, a classificação mais alta atribuída pelo U.S. Green Building Council.

### Organização
Democracy Now! é o principal programa da rede de rádio Pacifica. Também é transmitido em várias estações membros da NPR. O simulcast de televisão é exibido na televisão de acesso público e em várias estações PBS; por satélite na Free Speech TV e Link TV, e no ar na Banda C. Democracy Now! também está disponível na Internet na forma de download e streaming de áudio e vídeo. No total, quase 1.400 estações de televisão e rádio transmitem o Democracy Now! no mundo todo.

## Prêmios e recepção
Acredito que seja a instituição de notícias progressista mais significativa que existe.

Robert W. McChesney, citado em The Nation
Democracy Now! e sua equipe recebeu vários prêmios de jornalismo, incluindo o Prêmio Gracie da American Women in Radio & Television; o Prêmio George Polk por seu documentário de rádio em 1998, Drilling and Killing: Chevron and Nigeria's Oil Dictatorship, sobre a Corporação Chevron e a morte de dois moradores da Nigéria que protestavam contra um derramamento de óleo; e Goodman, com Allan Nairn, ganharam o Primeiro Prêmio do Memorial Robert F. Kennedy por seu relatório de 1993, Massacre: The Story of Timor Leste, que envolveu a cobertura em primeira mão do genocídio durante a ocupação de Timor-Leste pela Indonésia.
Em 1 de outubro de 2008, Goodman foi uma ganhadora do Prêmio Right Livelihood 2008, em conexão com seus anos de trabalho no estabelecimento do Democracy Now! e em 2009, ela, como sua frequente convidada Glenn Greenwald, recebeu o primeiro prêmio anual Izzy (nomeado em homenagem ao jornalista I. F. "Izzy" Stone) por "conquista especial na mídia independente". Seu co-anfitrião Juan Gonzalez foi incluído no capítulo de Nova Iorque do Salão da Fama da Sociedade dos Jornalistas Profissionais em 19 de novembro de 2015.

## Prisões na Convenção Nacional Republicana de 2008
Três jornalistas do Democracy Now!—incluindo a apresentadora principal Amy Goodman, e as produtoras de notícias Nicole Salazar e Sharif Abdel Kouddous—foram detidas pela polícia durante a reportagem sobre os protestos da Convenção Nacional Republicana de 2008. Salazar estava filmando enquanto oficiais com equipamento anti-motim patrulhavam sua área. Enquanto ela gritava "Press!", foi derrubada e mandada colocar o rosto no chão enquanto outro oficial a arrastava pela perna pela calçada. As imagens em vídeo do incidente foram imediatamente publicadas na Internet, causando um grande protesto por parte do público contra sua prisão. Quando um segundo produtor, Kouddous, se aproximou, ele também foi preso e acusado de infração grave. De acordo com um comunicado de imprensa do Democracy Now!, a própria Goodman foi presa após questionar policiais sobre a prisão de seus colegas. Os policiais haviam estabelecido uma linha de "controle de multidões" e ordenaram que Goodman voltasse. Goodman alega que ela foi detida após ultrapassar o limite policial. Todos foram mantidos sob a acusação de "provável causa de tumulto". Uma declaração foi divulgada posteriormente pela cidade anunciando que todas as "acusações de contravenção por presença em uma assembleia ilegal de jornalistas" seriam retiradas. As acusações criminais contra Salazar e Kouddous também foram retiradas. Goodman, Salazar e Kouddous posteriormente entraram com uma ação contra as cidades de St. Paul e Minneapolis, bem como outros réus.

## Protestos no oleoduto de acesso de Dakota do Norte em 2016
Em setembro de 2016, foi emitido um mandado de prisão para Amy Goodman por invasão criminal após a cobertura dos protestos do Dakota Access Pipeline durante os quais guardas soltaram cães e spray de pimenta em manifestantes no Condado de Morton, Dakota do Norte. Um mandado de prisão também foi emitido para a candidata presidencial do Partido Verde Jill Stein e seu companheiro de chapa, Ajamu Baraka.
Goodman decidiu se entregar. Em 17 de outubro de 2016, o juiz rapidamente negou provimento às acusações, mas os promotores do Condado de Morton insistiram que o caso ainda estava aberto e que eles poderiam prosseguir com outras acusações no futuro. Goodman afirmou a importância da liberdade de imprensa e disse que o Democracy Now! continuaria cobrindo a situação em desenvolvimento na Dakota do Norte.

## Convidados notáveis, entrevistas e debates no ar
| Convidado(s)                           | Primeira(s) Aparição(ões)                   | Notoriedade do convidado |
| -------------------------------------- | ------------------------------------------- | --- |
| Mumia Abu-Jamal                        | 24 de fevereiro de 1997                     | Em seu primeiro ano, Democracy Now! foi um dos primeiros programas nacionais a transmitir comentários de rádio do jornalista polêmico e ex-membro do Partido dos Panteras Negras, no corredor da morte na Pensilvânia pelo assassinato de um policial da Filadélfia. A decisão de 1997 de veicular os comentários de Abu-Jamal causou o Democracy Now! perder doze dos seus 36 afiliados. |
| Tariq Ali, Christopher Hitchens        | 4 de dezembro de 2003 12 de outubro de 2004 | Teve lados opostos em dois debates sobre a Guerra do Iraque, em 4 de dezembro de 2003 e 12 de outubro de 2004. |
| Noam Chomsky                           | 11 de julho de 1996                         | Um convidado regularmente entrevistado; Professor de linguística do MIT, analista político e autor. |
| Presidente Bill Clinton                | 8 de novembro de 2000                       | Quando Clinton ligou para a WBAI no dia da eleição de 2000 para uma rápida mensagem de saída à votação, Goodman e Gonzalo Aburto da WBAI o desafiaram por 28 minutos com perguntas sobre direitos humanos sobre Leonard Peltier, perfis raciais, sanções no Iraque, Ralph Nader, a pena de morte, o Acordo de Livre Comércio da América do Norte (NAFTA), a normalização das relações com Cuba e o conflito israelo-palestino. Clinton defendeu as políticas de seu governo e acusou Goodman de ser "hostil e combativo".           |
| Alan Dershowitz, Norman G. Finkelstein | 24 de setembro de 2003                      | Finkelstein é um convidado frequente. Foi um debate muito divulgado sobre se o livro de Dershowitz, The Case for Israel, foi plagiado e impreciso. Dershowitz escreveu que concordou em aparecer no programa depois de ser informado de que debateria Noam Chomsky, não Finkelstein. Veja também: Caso Dershowitz–Finkelstein. |
| Naomi Klein                            | 13 de junho de 1997                         | Autor, intelectual público e crítico da globalização e do capitalismo corporativo. Entrevista notável em 9 de março de 2011. |
| Winona LaDuke                          | 4 de setembro de 1996                       | Ativista de Ojibwe e ex-candidato a vice-presidente verde. |
| Ralph Nader                            | 14 de junho de 1996                         | Um convidado regularmente entrevistado; ativista do consumidor, crítico corporativo, autor e ex-candidato à presidência. |
| Robert Reich, Chris Hedges             | 26 de julho de 2016                         | O secretário do Trabalho da Administração Clinton, Robert Reich, e o jornalista investigador vencedor do Pulitzer, Chris Hedges, debateram sobre o papel dos apoiadores de Bernie Sanders depois que Hillary Clinton ganhou a indicação democrata de 2016 para presidente dos Estados Unidos. Reich incentivou os progressistas a unir o partido por trás de Clinton (como Sanders já a endossara), enquanto Hedges endossou a Dra. Jill Stein, do Partido Verde dos Estados Unidos, denunciando a abordagem "menor de dois males". |
| Arundhati Roy                          | 15 de dezembro de 2008                      | Convidado recorrente; Escritor indiano, ativista anti-guerra e figura de destaque no movimento da alter-globalização. |
| Studs Terkel                           | 27 de novembro de 2008                      | Outro radialista que colecionava histórias de pessoas comuns. |
| Roger Waters                           | 30 de dezembro de 2009                      | Cantor, compositor, multi-instrumentista e compositor inglês que co-fundou o Pink Floyd. |
| Edward Snowden                         | 10 de junho de 2013                         | Denunciante americano que revelou uma vigilância em massa ilegal realizada pelo governo dos EUA enquanto trabalhava como contratada. |
| Greta Thunberg                         | 10 de setembro de 2019                      | Ativista climático sueco que navegou da Europa para a América. |

Democracy Now! contou com aparições da candidata do Partido Verde, Jill Stein, durante as eleições presidenciais de 2016 nos Estados Unidos.

## Audiência
De acordo com uma pesquisa da Quantcast de 2016–17, "democracynow.org atinge mais de 395 mil pessoas mensais nos EUA".